# Maria Argyropoulina
Maria Argyropoulina czasem Maria Argyra (gr. Μαρία Ἀργυρή lub Ἀργυροπουλίνα, zm. 1007) – wnuczka cesarza bizantyjskiego Romana II Porfirogenety, siostrzenica cesarzy Bazylego II Bułgarobójcy i Konstantyna VIII, synowa doży weneckiego Piotra II Orseolo.

## Życiorys
Kronika Wenecka Jana Diakona wspomina ją jako córkę bizantyjskiego patrycjusza Argyropoulosa, wywodzącego się z rodziny cesarskiej, co znajduje potwierdzenie także w kronice doży Andrei Dandolo, który pisze o niej jako siostrzenicy cesarza Bazylego II Bułgarobójcy. Była córką (Marianosa?) Argyrosa, syna Romanosa Argyrosa oraz Agaty, córki cesarza Romana I Lekapena.
W 1004 poślubiła w Konstantynopolu Jana Orseolo, syna doży weneckiego Piotra II Orseolo. Ślub odbył się z wielką galą w pałacu Iconomium – w jego trakcie cesarz koronował małżonków złotymi diademami. Wniosła mężowy znaczny posag, w tym pałac w stolicy cesarstwa. Jan otrzymał także od cesarza tytuł patrycjusza. Przed opuszczeniem Bizancjum Maria ubłagała imperatora o możliwość zabrania do Wenecji części relikwii Świętej Barbary z Nikomedii. Maria i Jan mieli syna, który otrzymał imię cesarza Bazylego.
W historii zapisała się za sprawą pierwszej wzmianki o użyciu widelca stołowego w średniowiecznej Europie. W czasie przyjęcia dla uczczenia przybycia małżonków z Konstantynopola – ku zgorszeniu Wenecjan – używała podwójnego widelca do jedzenia. Święty Piotr Damiani (zm. 1073) w swym dziele De Institutione monialis napisanym ok. 50 lat po jej odejściu przypisał śmierć Marii w czasie zarazy nadmiernej delikatności manifestującej się sprzecznymi z naturą zwyczajami zażywania perfum, kąpieli i używania złotego widelca do jedzenia.
Razem z mężem zmarła w Wenecji w czasie epidemii czarnej ospy w 1007.